# Réseau d'échanges réciproques de savoirs
Créés à Orly dans les années 1971 par Claire et Marc Héber-Suffrin, les Réseaux d’Échanges Réciproques de Savoirs (RERS) sont des réseaux de personnes dont les membres s'échangent entre eux des savoirs et des savoir-faire. Les RERS sont réunis au sein de l'Association FORESCO (Formations Réciproques Échanges de Savoirs Créations Collectives). L'association FORESCO est agréée mouvement d'éducation populaire et organisme de formation. Elle a depuis octobre 2017 un agrément national au titre des associations éducatives complémentaires à l'enseignement public. En 2018, il existe plusieurs centaines de réseaux en France.

## Historique
Le premier réseau, nommé "Réseau d'échanges de connaissances", a été créé par Claire et Marc Héber–Suffrin, en 1971 à Orly. Enseignante, Claire Héber-Suffrin avait constaté que ses élèves, même ceux en difficulté, détenaient de nombreux savoirs, méconnus ou ignorés par l'école et parfois par eux-mêmes. Sa pédagogie s'appuyait sur la possibilité pour les élèves de transmettre ces savoirs à leurs camarades. L'objectif était que les enfants prennent conscience de leurs capacités et se retrouvent en situation de réussite. Commencés avec les élèves, les échanges se sont élargis aux parents. Entre 1971 et 1976 avec la coopération d'acteurs de la ville, en particulier un club de prévention dont Marc Héber-Suffrin est alors administrateur, les RERS se sont développés dans la ville d'Orly. Les RERS sont ainsi nés d'un croisement entre des questionnements pédagogiques et une pratique sociale d'éducation populaire.
Par la suite, les RERS se sont répandus en France, comme celui de la Poste courrier à Paris. 
Cette extension a incité le mouvement à se structurer. De 1987 à 2009, les réseaux d'échanges réciproques de savoirs français se sont constitués en association nationale, le Mouvement des réseaux d'échanges réciproques de savoirs (MRERS). En 2009, l'association a été remplacée par celle du FORESCO (Formations Réciproques Échanges de Savoirs et Créations Collectives) agréée en 2010 "Association nationale de jeunesse et d’Éducation populaire" par le Ministère de la Jeunesse et des solidarités actives. Ce mouvement aide les nouveaux Réseaux à se créer, organise des rencontres entre Réseaux, propose des formations accessibles à des citoyens bénévoles, des salariés, des professionnels de l'enseignement, du travail social, de l'éducation populaire et des entreprises. Il propose aussi des recherches-actions, des événements rassembleurs. Il dispose d'un centre de ressources sur la réciprocité positive et les échanges réciproques de savoirs à Evry. 
Les membres des RERS adhèrent à la Charte des Réseaux d’Échanges Réciproques de savoirs.

## Une dimension nationale et internationale
Le nombre de réseaux est variable : des réseaux naissent sans cesse, d'autres meurent. Il y a eu jusqu'à 750 réseaux en France. D'autres réseaux d'échanges réciproques de savoirs se sont créés hors de France, essentiellement dans les pays francophones : Belgique, Suisse, Espagne, Italie, Québec (Canada), Mali, Burkina Faso, Kenya, etc. Il existe un Mouvement belge des réseaux d'échanges réciproques de savoirs, un mouvement burkinabè, une coordination suisse et une association italienne : APRIRSI, etc.

## Principes de fonctionnement

### La Charte
Les membres adhèrent à la Charte des Réseaux d'Échanges Réciproques de Savoirs sur le site de FORESCO affirme les principes suivants :
- réciprocité ouverte, en réseaux à géométrie variable. À l'intérieur d'un RERS, une première personne qui offre un savoir à une seconde personne (ou à plusieurs) peut recevoir en contrepartie un savoir d'une troisième personne.
- absence de hiérarchisation de savoirs. Il est admis d'offrir une recette de pâte brisée en échange de cours de mathématiques, d'une initiation à Internet et d'une conférence sur Platon.
- absence de contrepartie financière.

### Déroulé-type des échanges

#### Émergence des offres et demandes
Chaque personne intéressée ou sollicitée formule au moins une offre et une demande de savoirs. Ces offres et demandes sont rendues visibles dans le réseau : affichages, journal du réseau, présentation lors des rencontres, etc.

#### Mise en relation
Lorsque des offres et demandes semblent correspondre, l'équipe d'animation met en relation offreurs et demandeurs. La présence d'un tiers facilite la première rencontre. Les offreurs commencent par écouter les demandeurs formuler leurs attentes en ce qui concerne le contenu. Puis les demandeurs, à leur tour, écoutent les offreurs présenter ce qu'ils peuvent transmettre. Ils réajustent alors, si besoin, leurs offres et demandes (ils peuvent aussi constater qu'elles ne se correspondent pas et en rester là). Enfin, ils discutent des méthodes, des outils, et de toutes les modalités des apprentissages : lieu, jour, heure, fréquence, moments pour faire le point, etc.

#### Mise en œuvre des échanges
Les apprentissage se font : mais jamais juste après la mise en relation ; lors de celle-ci, les offreurs et demandeurs prennent un rendez-vous : cela permet à chacun de repenser aux apprentissages et aux méthodes proposées.

#### Évaluation des échanges
Le réseau proposera des temps d'échanges sur les échanges afin que les participants puissent réfléchir, avec des participants d'autres échanges, aux méthodes, aux difficultés et facilitations, etc.

### Espace d'animation du RERS
Le réseau propose aussi des temps conviviaux où les participants du réseau peuvent faire connaissance, préparer un événement festif, une assemblée générale, des petits déjeuners pour faire le point, etc. Les RERS sont souvent partenaires d'autres associations.

## Une démarche pédagogique
Il s'agit, là, d'une démarche de formation réciproque, en réseaux ouverts et sans aucune comptabilité, ni liée aux savoirs, ni liée au temps. Si la philosophie de cette forme d'association est proche de celle des systèmes d'échanges locaux (SEL), elle s'en distingue par la volonté pédagogique, c'est une démarche d'apprentissage, par l'absence de monnaie, il n'y a aucune comptabilité. Si les SEL sont une alternative économique (qui a des effets pédagogiques et sociaux), les Réseaux d'échanges réciproques de savoirs sont une alternative pédagogique (qui a aussi des effets sociaux et économiques). Dans les Réseaux d'échanges réciproques de savoirs, tous les savoirs sont jugés intéressants a priori, et ne sont pas hiérarchisés. Les savoirs échangés sont les connaissances, les savoir-faire, les comptes-rendus d'expériences... La durée de l'apprentissage est décidée par les offreurs et demandeurs ensemble.
La démarche des Réseaux d'échanges réciproques de savoirs est fondée sur la réciprocité. Cette réciprocité a plusieurs dimensions :
- c'est une réciprocité des dons : chacun est invité à donner ses savoirs et à recevoir des savoirs. Le don crée ainsi de la valeur humaine, des relations de reconnaissance réciproque. Il affirme le droit, pour chacun, d'apporter sa contribution positive au Bien commun ;
- c'est une réciprocité instauratrice de parité : tous offreurs et demandeurs. Cette parité relationnelle est nécessaire pour l'apprentissage ;
- c'est une réciprocité formatrice. En offrant ses savoirs, le transmetteur apprend à au moins trois moments : en préparant l'offre, le transmetteur refait le parcours de ses apprentissages, réactualise ses savoirs, les réorganise, les rationalise ; en transmettant, le transmetteur reformule, on réagit à ce que vit l'apprenant, et on retravaille donc ses savoirs ; en répondant aux questions du ou des apprenants, le transmetteur a un autre point de vue sur ses propres savoirs et peut les réinterroger ou les compléter ;
- c'est une réciprocité des rôles : en vivant les deux rôles, chacun réinterroge sa façon de vivre et apprend à apprendre (dans le sens apprendre « à » et apprendre « de ») ;
- c'est une réciprocité coopérative : on construit, lors des mises en relations et des échanges sur les échanges, ensemble et en coopération, le système de formation qui nous convient : contenus, méthodes, évaluations, modalités pratiques (moments, durées, fréquences, procédures de co/évaluation, réajustements…).
- c'est une réciprocité consciente : il est nécessaire que chacun prenne vraiment conscience de ce qu'il est dans une relation fondée sur la réciprocité, la parité, la reconnaissance mutuelle.

## Quelques dates dans une histoire à suivre…
« Le simple désir pédagogique d'éveiller l'esprit des enfants a conduit à une aventure/ouverture. Ouvrir l'école, s'ouvrir soi-même, ouvrir l'autre… En offrant satisfaction à la curiosité naturelle des enfants. » (extrait de la préface d'Edgar Morin à l'ouvrage de Claire et Marc Héber-Suffrin : L'École éclatée -  C'était à Orly au début des années 1970, où Claire Héber-Suffren était institutrice.
Année 1971-1976 :
- Première expérience à Orly, à partir d'une école primaire et de la coopération avec des acteurs de la ville, pour créer du lien social favoriser la réussite scolaire et aider à l'ouverture de l'école sur la cité[5].
- Quelques années plus tard, Évry ville Nouvelle, en plein chantier… en reconstruisant le projet à Evry, sur l'initiative de la commission extra municipale aux affaires sociales et de Claire et Marc Héber-Suffren[5], les réseaux rendent possibles les échanges pour tous et par tous, l'élaboration collective d'une parole dans la cité.

Année 1979 :
- Naissance du réseau d'Evry.
- Le nombre croissant de participants aux échanges de savoirs et la nécessité de se structurer aboutissent à la création de l'Association pour le Développement des Réseaux de Formation Réciproque et de Création Collective.
- Début du développement des réseaux en France et élaboration de la Charte en inter réseaux.
- Mise en place des stages de formation à l'animation des Réseaux, démarrage des rencontres Inter réseaux nationales: le mouvement est en route.
- Premier colloque national, création du Mouvement des Réseaux d'Échanges Réciproques de Savoirs (M.R.É.R.S.) association nationale qui devient le réseau des réseaux, car beaucoup d'autres sont nés en France !
- Premiers pas en Europe: naissance d'un réseau en Belgique.

Année 1989 :
- Colloque à Évry Échanger des savoirs, c'est changer la vie : échanges de pratiques, théorisation, reconnaissance par les élus et les pédagogues.
- 1re université d'été du M.R.E.R.S. pour des enseignants.

Année 1990 :
- Études et recherches actions : évolution du Réseau d'Evry.
- Étude sur l'engagement bénévole dans les réseaux; R.E.R.S. et insertion, activités, emplois.
- Université d'été financée par le Ministère de l'Éducation nationale.
- Promotion du projet dans la Communauté européenne.
- Mise en place des coordinations régionales, création d'un comité d'éthique.

Année 1991 :
- Colloque européen des RERS à Dunkerque : Pari sur l'intelligence et lien social.

Année 1993 :
- 1re coordination européenne des Réseaux.
- Développement d'un réseau au Brésil.
- Diffusion de l'outil Atelier d'Écriture et de Lecture dans les R.E.R.S. Réalisation d'un état des lieux du mouvement avec les ateliers d'écriture.
- Création de la Formation de formateurs interne aux Réseaux.
- Création d'une formation de formateurs d'animateurs d'atelier d'écriture.

Année 1995 :
- Mise en place des Formations professionnelles
- Première Formation d'Animateurs d'Ateliers d'Écriture, diffusion importante d'ateliers d'écriture dans tout le Mouvement et début de construction d'une mémoire commune.
- Mise en place du DURF (Diplôme Universitaire de Responsable de formation) dans le M.R.E.R.S. en collaboration avec l'université François Rabelais de Tours.
- Démarrage d'un Réseau au Burundi.

Année 1996 :
- Colloque Apprendre et faire société, quand les citoyens échangent leurs savoirs à Évry (1,200 personnes).
- Parution du premier agenda Almanach
- Lancement collectif du projet de la Route des Savoirs.

Année 1998 :
- Participation à la création du Mouvement pour un Développement Solidaire.
- Création d'un site Internet du M.R.É.R.S.
- Création d'un Laboratoire de recherche (GR3) en lien avec l'Université de Tours.
- Démarrage du deuxième D.U.R.F. en lien avec l'université de Tours.

Année 1999 :
- Rapport d'étude sur Autoformation et formation réciproque en réseaux ouverts pour lutter contre l'exclusion, étude conduite dans le cadre du programme européen Leonardo da Vinci.
- Étude sur les complémentarités de l'Enseignement à  Distance et des Réseaux d'Échanges de Savoirs, dans le cadre du programme européen SOCRATES en collaboration avec l'université de Nanterre, les universités de Namur et Neuchâtel, le C.N.E.D.
- Réponse à l'appel à projet du Secrétariat d'État à l'Économie Solidaire.

Année 2001 :
- Engagement du Mouvement dans le Programme Prioritaire de Développement Urbain, soutenu par le Ministère de la Coopération et piloté par Léo Lagrange International, dans ce cadre, formation de plusieurs animateurs de Réseaux venus d'Afrique de l'Ouest.
- Parallèlement développement des Réseaux au Sénégal, au Mali, Cameroun, au Burkina Faso et au Maroc.
- Homologation par le Ministère de la Jeunesse d'un B.E.A.T.E.P. « Animateur de Réseau d'Échanges de Savoirs »

Année 2002 :
- Engagement du Mouvement dans un processus de préparation des états généraux du M.R.É.R.S..
- Convention triennale avec la Caisse nationale d'allocations familiales.
- Université d'automne en collaboration avec les Réseaux de Drôme Ardèche.

Année 2003 :
- Université d'été sur l'organisation en réseaux, étape des états généraux, à Valence dans la Drôme.
- Signature d'une nouvelle convention triennale avec la Direction Générale de l'Action Sociale.

Année 2004 :
- Rencontres internationales des réseaux d'échanges réciproques de savoirs, les 12, 13 et 14 novembre 2004 au centre de conférence du Génocentre d'Évry. Plus de 450 personnes accueillies venant de France, d'Europe, d'Afrique, d'Amérique du Sud et d'Amérique du Nord.
- Engagement de nouveaux partenariats financiers avec le conseil général de l'Essonne et la mairie d'Évry.
- Création du Mouvement International des Réseaux d'Échanges Réciproques de Savoirs.

Année 2005 :
- Université d'automne à Évry sur Exploration des savoirs et Dynamique d'apprentissages réciproques (de la définition à la mise en circulation des savoirs de tous, par tous, et pour tous).

Année 2008 :
- Rencontres internationales : En quoi la Réciprocité construit-elle des solidarités ?

Année 2009 :
- Création de FORESCO (FOrmation Réciproque, Échanges de Savoirs et Création COllective) : c'est la nouvelle association française des réseaux d'échanges réciproques de savoirs.

Année 2010 :
- Création du Prix FORESCO de la réciprocité. Le prix, pour 2010, a été attribué à Robert Solé, journaliste et écrivain, pour son roman Mazag.
- Ouverture du site de FORESCO.
- Prix de la réciprocité suivants : 2011, Henryane de Chaponay, 2012, Patrice Leguy, Christian Guitton et Pierrot Amoureux, 2013, Étienne Davodeau et Richard Leroy, 2014, Anne Vinérier, 2015, Gérard Baranger, 2016, Daniel Maximin

Année 2011 à 2015
- Nombreuses formations proposées.
- Travail de recherche-action sur la reconnaissance du métier d'animateur de réseaux.
- Suivi de la mise en place d'un groupe : Des chemins de reconnaissance du métier d'animateurs de réseaux.
- Expérimentation : Réenchanter le savoir chez les jeunes des milieux populaires.
- Mise en place, chaque année, d'un festival des savoirs partagés.

Année 2016 :
- Rencontres internationales : La Force de la réciprocité et de la coopération pour apprendre.